# Campionati europei under 23 di nuoto 2023
I I Campionati europei under 23 di nuoto si sono svolti dall'11 al 13 agosto 2023 a Dublino, in Irlanda.
In occasione di questa prima edizione è stata concessa la possibilità di partecipare anche a paesi provenienti da altre confederazioni affiliate alla World Aquatics, pur senza comparire nel medagliere generale, riservato alle sole nazioni europee: hanno aderito all'iniziativa due nazioni africane (Zimbabwe e Sudafrica) e gli Stati Uniti d'America.

## Podi

### Uomini
| Evento        | Oro                           | Tempo          | Argento                     | Tempo          | Bronzo                           | Tempo          |
| ------------- | ----------------------------- | -------------- | --------------------------- | -------------- | -------------------------------- | -------------- |
| Stile libero  |                               |                |                             |                |                                  |                |
| 50 m          | Stergios-Marios Bilas         | 21"83          | Nicholas Lia                | 21"95          | Vladyslav Bukhov                 | 21"96          |
| 100 m         | Patrick Sammon Edward Mildred | 48"5348"90     | Ralph Daleiden              | 49"06          | Alexander Cahoon                 | 49"16          |
| 200 m         | Dimitrios Markos              | 1'46"65        | Patrick Sammon Yann Le Goff | 1'47"271'47"85 | Aaron Shackell Eytan Ben Shitrit | 1'47"351'48"01 |
| 400 m         | Petar Mitsin                  | 3'46"16        | Daniel Wiffen               | 3'47"57        | Rex Maurer Dimitrios Markos      | 3'47"633'50"42 |
| 800 m         | Sven Schwarz                  | 7'41"77        | Daniel Wiffen               | 7'45"59        | Luca De Tullio                   | 7'48"20        |
| 1500 m        | Daniel Wiffen                 | 14'35"79       | Sven Schwarz                | 14'43"53       | Luca De Tullio                   | 14'54"31       |
| 50 m swim-off | Vladyslav Bukhov              |                | Jere Hribar                 |                | Sean Niewold                     |                |
| Dorso         |                               |                |                             |                |                                  |                |
| 50 m          | Pieter Coetze Jonathon Adam   | 24"8925"12     | Eyaggelos Makrygiannis      | 25"13          | Miroslav Knedla                  | 25"30          |
| 100 m         | Pieter Coetze Jonathon Adam   | 53"4453"67     | Kai Van Westering           | 54"08          | Eyaggelos Makrygiannis           | 54"40          |
| 200 m         | Hunter Tapp Kai Van Westering | 1'56"451'57"86 | Pieter Coetze Charlie Brown | 1'57"051'58"05 | Adam Jaszo                       | 1'58"72        |
| Rana          |                               |                |                             |                |                                  |                |
| 50 m          | Simone Cerasuolo              | 26"94          | Koen de Groot               | 27"03          | Archie Goodburn                  | 27"44          |
| 100 m         | Jan Kałusowski                | 1'00"30        | Koen de Groot               | 1'00"37        | Mitchell Mason Luca Janssen      | 1'00"421'00"52 |
| 200 m         | Lucien Vergnes                | 2'10"04        | Luca Janssen                | 2'10"79        | Maksym Ovchinnikov               | 2'11"02        |
| Delfino       |                               |                |                             |                |                                  |                |
| 50 m          | Stergios-Marios Bilas         | 23"16          | Simon Bucher                | 23"30          | Rasmus Nickelsen                 | 23"57          |
| 100 m         | Gabriel Jett Simon Bucher     | 51"6551"69     | Jakub Majerski              | 51"70          | Edward Mildred                   | 51"93          |
| 200 m         | Krzysztof Chmielewski         | 1'54"68        | Noyan Taylan                | 1'56"42        | Michal Chmielewski               | 1'56"72        |
| Misti         |                               |                |                             |                |                                  |                |
| 200 m         | Matthew Sates Ron Polonsky    | 1'57"781'58"07 | Gábor Zombori               | 1'59"17        | Eytan Ben Shitrit                | 1'59"47        |
| 400 m         | Matthew Sates Cedric Buessing | 4'14"734'14"74 | Gábor Zombori               | 4'15"47        | Emilien Mattenet                 | 4'15"91        |

### Donne
| Evento        | Oro                              | Tempo          | Argento                           | Tempo            | Bronzo                           | Tempo          |
| ------------- | -------------------------------- | -------------- | --------------------------------- | ---------------- | -------------------------------- | -------------- |
| Stile libero  |                                  |                |                                   |                  |                                  |                |
| 50 m          | Neža Klančar                     | 24"76          | Grace Cooper Kornelia Fiedkiewicz | 24"8425"06       | Julia Dennis Teresa Ivan         | 25"24          |
| 100 m         | Janja Segel                      | 54"66          | Grace Cooper Panna Ugrai          | 54"6755"10       | Kornelia Fiedkiewicz             | 55"17          |
| 200 m         | Lucie Tessariol                  | 1'58"42        | Francisca Soares Martins          | 1'58"60          | Janja Segel                      | 1'58"66        |
| 400 m         | Isabel Marie Gose                | 4'05"96        | Leonie Maertens                   | 4'08"57          | Francisca Soares Martins         | 4'08"92        |
| 800 m         | Isabel Marie Gose                | 8'20"80        | Leonie Maertens                   | 8'29"66          | Paige McKenna Fleur Lewis        | 8'36"608'39"11 |
| 1500 m        | Isabel Marie Gose                | 16'02"89       | Julia Dennis Celine Rieder        | 16'22"7616'23"17 | Giulia Salin                     | 16'26"10       |
| 50 m swim-off | Neža Klančar                     |                | Julia Dennis Teresa Ivan          |                  | Nina Stanisavljević              |                |
| Dorso         |                                  |                |                                   |                  |                                  |                |
| 50 m          | Tessa Giele                      | 27"86          | Isabelle Stadden Adela Piskorska  | 27"9828"25       | Bertille Cousson                 | 28"82          |
| 100 m         | Isabelle Stadden Adela Piskorska | 59"271'00"31   | Lotte Hosper                      | 1'01"37          | Bertille Cousson                 | 1'02"01        |
| 200 m         | Isabelle Stadden Aviv Barzelay   | 2'09"312'11"35 | Lotte Hosper                      | 2'13"47          | Reka Nyiradi                     | 2'13"98        |
| Rana          |                                  |                |                                   |                  |                                  |                |
| 50 m          | Mona McSharry                    | 30"37          | Anita Bottazzo                    | 30"59            | Kaitlyn Dobler Silje Slyngstadli | 30"91          |
| 100 m         | Mona McSharry                    | 1'06"69        | Kaitlyn Dobler Anita Bottazzo     | 1'06"701'07"17   | Clara Rybak-Andersen             | 1'08"12        |
| 200 m         | Mona McSharry                    | 2'25"49        | Elizabeth Booker                  | 2'26"37          | Ana Blazevic                     | 2'26"61        |
| Delfino       |                                  |                |                                   |                  |                                  |                |
| 50 m          | Neža Klančar                     | 26"02          | Aleyna Özkan                      | 26"17            | Julia Maik                       | 26"26          |
| 100 m         | Keanna Macinnes                  | 58"48          | Ellen Walshe                      | 58"70            | Emma Sticklen Mariana Cunha      | 58"7658"87     |
| 200 m         | Emma Sticklen Keanna Macinnes    | 2'08"502'09"73 | Anja Crevar                       | 2'10"02          | Juliette Marchand                | 2'11"45        |
| Misti         |                                  |                |                                   |                  |                                  |                |
| 200 m         | Justina Kozan Ellen Walshe       | 2'12"982'13"12 | Hanna Bergman                     | 2'15"12          | Kim Emely Herkle                 | 2'15"42        |
| 400 m         | Justina Kozan Ellen Walshe       | 4'40"974'42"37 | Anja Crevar                       | 4'46"86          | Dakota Tucker Camille Tissandie  | 4'48"744'49"96 |

### Gare miste
| Evento               | Oro | Tempo          | Argento                                                                                                   | Tempo   | Bronzo                                                                                           | Tempo   |
| -------------------- | --- | -------------- | --- | ------- | ------------------------------------------------------------------------------------------------ | ------- |
| Staffette            | |                | |         |                                                                                                  |         |
| 4x100 m stile libero | Stati Uniti Patrick Sammon (48"68) Hunter Tapp (49"31) Julia Dennis (55"05) Grace Cooper (54"31) Polonia Kamil Sieradzki (49"26) Jakub Kraska (48"78) Julia Maik (55"33) Kornelia Fiedkiewicz (54"95)              | 3'27"353'28"32 | Gran Bretagna Edward Mildred (49"58) Alexander Cahoon (48"74) Kate Clifton (55"55) Evelyn Davis (54"65)   | 3'28"52 | Germania Ole Mats Eidam (49"79) Timo Sorgius (49"57) Nele Schulze (54"81) Nina Jazy (54"73)      | 3'28"90 |
| 4x100 m misti        | Stati Uniti Isabelle Stadden (59"78) Mitchell Mason (59"85) Gabriel Jett (51"64) Grace Cooper (54"72) Polonia Adela Piskorska (1'01"06) Jan Kałusowski (59"79) Jakub Majerski (51"52) Kornelia Fiedkiewicz (54"31) | 3'45"993'46"68 | Gran Bretagna Jonathon Adam (53"45) Gregory Butler (1'00"35) Keanna Macinnes (58"45) Evelyn Davis (54"90) | 3'47"15 | Israele Adam Maraana (54"31) Ron Polonsky (59"89) Arielle Hayon (59"73) Ayla Riley Spitz (55"88) | 3'49"81 |

## Medagliere
| Pos.   | Nazione       | Oro | Argento | Bronzo | Totale |
| ------ | ------------- | --- | ------- | ------ | ------ |
| 1      | Irlanda       | 6   | 3       | 0      | 9      |
| 2      | Gran Bretagna | 5   | 4       | 4      | 13     |
| 3      | Germania      | 5   | 4       | 2      | 11     |
| 4      | Polonia       | 5   | 3       | 3      | 11     |
| 5      | Slovenia      | 4   | 0       | 1      | 5      |
| 6      | Grecia        | 3   | 1       | 2      | 6      |
| 7      | Paesi Bassi   | 2   | 6       | 3      | 11     |
| 8      | Francia       | 2   | 2       | 5      | 9      |
| 9      | Israele       | 2   | 0       | 4      | 6      |
| 10     | Italia        | 1   | 2       | 3      | 6      |
| 11     | Austria       | 1   | 1       | 0      | 2      |
| 12     | Ucraina       | 1   | 0       | 2      | 3      |
| 13     | Bulgaria      | 1   | 0       | 0      | 1      |
| 14     | Ungheria      | 0   | 3       | 2      | 5      |
| 15     | Serbia        | 0   | 2       | 1      | 3      |
| 16     | Portogallo    | 0   | 1       | 2      | 3      |
| 17     | Norvegia      | 0   | 1       | 1      | 2      |
| 17     | Slovacchia    | 0   | 1       | 1      | 2      |
| 17     | Croazia       | 0   | 1       | 1      | 2      |
| 20     | Svezia        | 0   | 1       | 0      | 1      |
| 20     | Lussemburgo   | 0   | 1       | 0      | 1      |
| 20     | Turchia       | 0   | 1       | 0      | 1      |
| 23     | Danimarca     | 0   | 0       | 2      | 2      |
| 24     | Rep. Ceca     | 0   | 0       | 1      | 1      |
| Totale | Totale        | 38  | 38      | 40     | 116    |